# Dibromogermane
Le dibromogermane est un composé chimique de formule GeH2Br2. Il se présente comme un liquide incolore qui s'hydrolyse facilement. Il se conserve à −78 °C mais se dismute lentement à température ambiante. On peut l'obtenir en faisant réagir du germane GeH4 avec du brome Br2 :
GeH4 + 2 Br2 → GeH2Br2 + 2 HBr.
C'est par exemple un précurseur permettant de produire des composés du germanium pourvus de liaisons doubles.